# Борт Бидвел (Калифорнија)
Борт Бидвел (енгл. Fort Bidwell) насељено је место без административног статуса у америчкој савезној држави Калифорнија.

## Демографија
По попису из 2010. године број становника је 173.
| Група             | 2000.    | 2010.      |
| Белци             | 0 (0,0%) | 75 (43,4%) |
| Афроамериканци    | 0 (0,0%) | 2 (1,2%)   |
| Азијати           | 0 (0,0%) | 0 (0,0%)   |
| Хиспаноамериканци | 0 (0,0%) | 23 (13,3%) |
| Укупно            | 0        | 173        |